# Concilio ecumenico

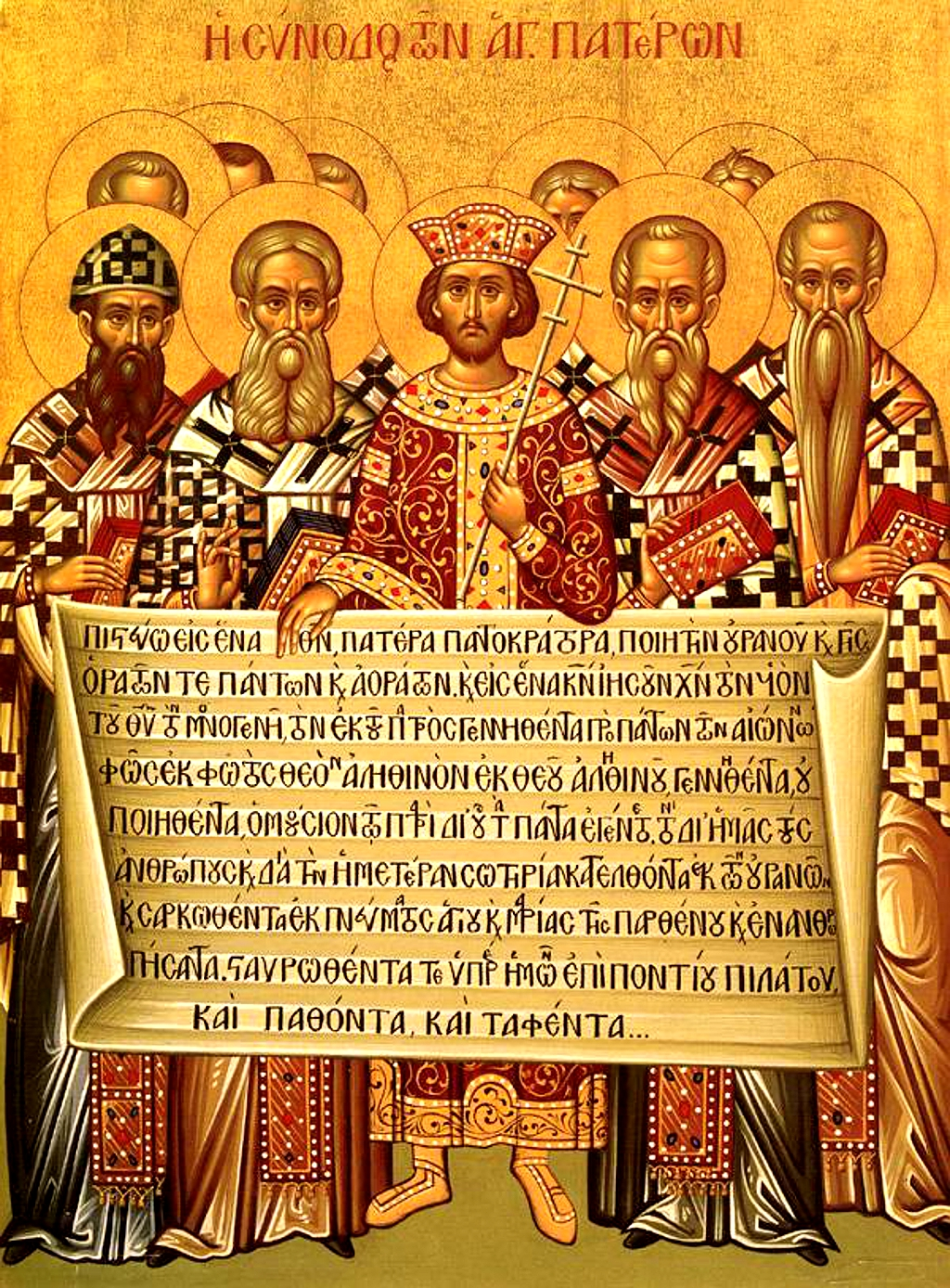
Icona greca che raffigura Costantino fra i Padri conciliari al primo Concilio di Nicea (325): il rotolo contiene anacronisticamente il testo del Simbolo niceno-costantinopolitano del 381 nella forma posteriormente datagli nella liturgia greca (πιστεύω invece di πιστεύομεν).

Un concilio ecumenico, chiamato anche concilio generale  e in greco οἰκουμηνικὴ σύνοδος, sinodo ecumenico, è un sinodo (riunione solenne) di tutti i vescovi cristiani per definire argomenti controversi di fede o indicare orientamenti generali di morale. L'etimologia dell'aggettivo "ecumenico" lo riconduce al greco ecumene, "[l'intero] mondo abitato", ma storicamente si riferisce all'intero mondo romano. Infatti quelli del I millennio del cristianesimo erano convocati dallo stesso imperatore per evitare dissidi e favorire l'unità religiosa nell'Impero.
Il numero e l'identità dei concili riconosciuti come ecumenici varia a seconda delle Chiese cristiane. Secondo la Chiesa ortodossa sono sette. Le Chiese ortodosse orientali hanno partecipato solo a tre e non ne riconoscono altri. Similmente la Chiesa assira d'Oriente e l'Antica Chiesa d'Oriente ne accettano solo due. La Chiesa cattolica sia occidentale che orientale considera ecumenici anche certi concili tenutisi nel II millennio su convocazione dal papa senza alcun riferimento ad un imperatore. In generale, la dottrina del protestantesimo ignora tutti i concili ecumenici, ma l'anglicanesimo attribuisce una certa autorità ai primi quattro.

## Criteri di ecumenicità
Nei primi secoli di vita del cristianesimo, proliferavano i sinodi locali o provinciali. Più tardi, a quelli considerati come rappresentativi della Chiesa intera e validi per la Chiesa intera è stata attribuita un'autorità superiore. Le dispute concernenti l'accettazione o il rigetto di determinati concili, quali quelli di Efeso (431) e di Calcedonia (451), hanno dato origine al problema di stabilire dei criteri per definire quando un concilio potesse dirsi veramente ecumenico. A rendere necessaria una chiarificazione fu inoltre la tendenza sempre più evidente e marcata delle Chiese di Roma, di Costantinopoli e di Alessandria a diversificare le proprie dottrine ecclesiologiche, in rapporto soprattutto al primato papale e alla preminenza dell'una o dell'altra sede patriarcale.

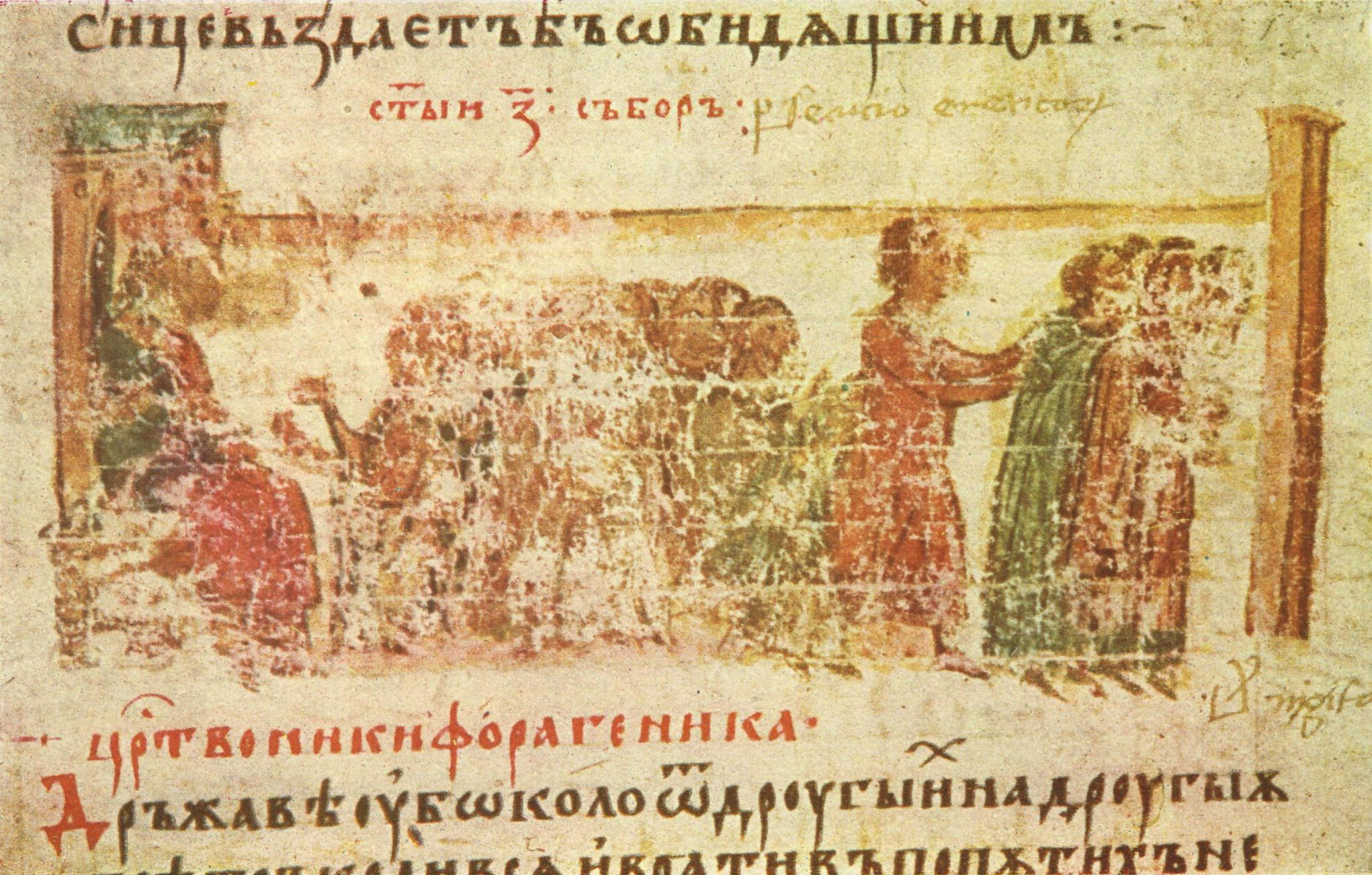
Rappresentazione del secondo concilio di Nicea.

Il Concilio di Nicea II (787), riconosciuto come ecumenico dalla Chiesa cattolica e dalla Chiesa ortodossa (ma non dalle Chiese ortodosse orientali e dalla Chiesa anglicana) ha negato l'ecumenicità del Concilio di Hieria (754) per i seguenti motivi:
(Secondo concilio di Nicea, VI sessione.)
Nello stesso Secondo Concilio di Nicea non erano presenti i patriarchi di Alessandria, di Antiochia e di Gerusalemme: lo storico dei concili Hefele afferma che a questi non era nemmeno arrivato l'invito al concilio e i due monaci (non vescovi) giunti da tali patriarcati non pretendevano di rappresentare gli stessi patriarchi.
Il Concilio di Costantinopoli I, inizialmente inteso come sinodo locale, è stato convocato nel 381 da Teodosio I, allora imperatore solo dell'Impero bizantino, con partecipazione di 150 vescovi del suo dominio, ma senza i vescovi occidentali, compreso quello di Roma, che ha riconosciuto tale Concilio come ecumenico solo nel VI secolo.
Tutti e sette i concili riconosciuti come ecumenici dalle Chiese cattolica e ortodossa sono stati convocati dagli Imperatori romani, i quali ne hanno poi ratificato i decreti. Ma questo criterio varrebbe pure per concili quali il Secondo Concilio di Efeso e il Concilio di Hieria, che nessuna Chiesa ora qualifica come ecumenici.
L'ortodosso russo Aleksey Stepanovic Chomiakov (1804–1860) era dell'opinione che, per essere ecumenico, un concilio deve essere recepito dai fedeli, dalla base, una tesi rigettata da altri teologi ortodossi. Secondo Robert L. Millet, non è affatto chiaro che il Concilio di Calcedonia sia stato «recepito dai fedeli, dalla base», dato che la maggior parte del Patriarcato di Alessandria e la metà circa di quello di Antiochia l'hanno rifiutato.
Lo stesso dubbio riguardante l'accettazione del Concilio di Calcedonia da parte di alcuni patriarcati conta anche contro il criterio – avanzato a seguito del rigetto del Concilio di Hieria, che ha reso evidente l'insufficienza del criterio «imperiale» – del consenso pentarchico, cioè dell'approvazione di tutti e cinque i patriarcati dell'Impero romano, proprio quando le conquiste arabe avevano nella prassi ridotto i cinque in due: Roma e Costantinopoli.
La Chiesa cattolica considera essenziale (pur senza dichiararlo unico) il criterio che «Mai si ha Concilio Ecumenico, che come tale non sia confermato o almeno accettato dal Successore di Pietro». Per la Chiesa ortodossa, tale criterio è insufficiente, visto che essa non accetta come ecumenico il Concilio di Basilea, Ferrara e Firenze, al quale è stata conferita l'approvazione sia papale che imperiale.
Un criterio che si può chiamare comune a tutte le Chiese cristiane ma che è anche diversificante è il giudizio delle singole Chiese sulla coerenza o meno dei decreti di un determinato concilio con i precedenti concili ecumenici, cioè il loro porsi in linea di continuità teologica, morale e disciplinare.

## Concili ecumenici o generali del II millennio
L'elenco dei Concili ecumenici comunemente accettato nella Chiesa cattolica differisce poco da quello steso dal cardinale Roberto Bellarmino nel 1586, al quale mancano solo il Concilio di Costanza e la parte da lui esclusa del Concilio di Basilea, Ferrara e Firenze Sono inclusi i sette Concili riconosciuti anche dalla Chiesa ortodossa e inoltre quello tenuto a Costantinopoli nell'869-870. Gli altri elencati hanno avuto luogo nell'Europa occidentale senza partecipazione dei vescovi con cui la comunione con Roma è stata interrotta dopo il Grande Scisma del 1054.
Secondo il Bellarmino, l'approvazione papale è l'elemento preminente o addirittura esclusivo che rende ecumenico un concilio.
Verso la fine del XX secolo Alberto Melloni introdusse una distinzione tra Concili ecumenici e Concili generali, due termini generalmente trattati come sinonimi: sarebbero generali ma non ecumenici i 4 concili lateranensi, 2 concili lionesi e quello di Vienne. Tale tesi è stata rigettata da diversi storici e teologi.
Il Concilio di Trento si è denominato ecumenico come pure il Concilio Vaticano I e il Concilio Vaticano II.
Alcuni teologi ortodossi sostengono la possibilità per la Chiesa ortodossa di tenere concili ecumenici nell'attuale situazione di separazione fra essa e il vescovo di Roma, e attribuiscono ecumenicità ai concili sull'esicasmo del 1341 e del 1351.

## Riconoscimento dei concili

### Chiesa cattolica
La Chiesa cattolica riconosce i seguenti 21 concili:
1. Nicea I (325)
2. Costantinopoli I (381)
3. Efeso I (431)
4. Calcedonia (451)
5. Costantinopoli II (553)
6. Costantinopoli III (680-681)
7. Nicea II (787)
8. Costantinopoli IV (869-870)
9. Lateranense I (1123)
10. Lateranense II (1139)
11. Lateranense III (1179)
12. Lateranense IV (1215)
13. Lione I (1245)
14. Lione II (1274)
15. Vienne (1311-1312)
16. Costanza (1414-1418)
17. Basilea, Ferrara e Firenze (1431-1445)
18. Lateranense V (1512-1517)
19. Trento (1545-1563)
20. Vaticano I (1869-1870)
21. Vaticano II (1962-1965)

La Chiesa cattolica riconosce come ecumenici un numero maggiore di concili rispetto alle Chiese ortodosse, che considerano invece tutti quelli convocati dal papa semplici sinodi locali (in base ai criteri di ecumenicità visti come stabiliti al Concilio di Nicea II nel 787).

### Chiesa vetero-cattolica
La Chiesa vetero-cattolica riconosce solo i primi sette concili:
1. Nicea I (325)
2. Costantinopoli I (381)
3. Efeso I (431)
4. Calcedonia (451)
5. Costantinopoli II (553)
6. Costantinopoli III (680-681)
7. Nicea II (787)

### Chiesa anglicana
La Chiesa anglicana riconosce solo i primi quattro concili:
1. Nicea I (325)
2. Costantinopoli I (381)
3. Efeso I (431)
4. Calcedonia (451)

### Chiese luterane
Le Chiese luterane riconoscono solo i primi sette concili ecumenici:
1. Nicea I (325)
2. Costantinopoli I (381)
3. Efeso I (431)
4. Calcedonia (451)
5. Costantinopoli II (553)
6. Costantinopoli III (680-681)
7. Nicea II (787)

### Chiesa cristiana ortodossa
La Chiesa cristiana ortodossa riconosce ufficialmente solo i primi sette concili:
1. Nicea I (325)
2. Costantinopoli I (381)
3. Efeso I (431)
4. Calcedonia (451)
5. Costantinopoli II (553)
6. Costantinopoli III (680-681)
7. Nicea II (787)

### Chiese ortodosse orientali
Le Chiese ortodosse orientali accettano solo Nicea I, Costantinopoli I, Efeso I (per questo sono chiamate l'ortodossia dei tre concili); la formulazione del Credo calcedoniano nel 451 causò lo scisma delle Chiese monofisite.

### Chiesenestoriane
Le Chiese cristiane che riconoscono come loro teologia quella nestoriana (Chiesa assira d'Oriente, Antica Chiesa d'Oriente e Chiesa siro-caldea d'Oriente) riconoscono solo i primi due concili ecumenici, Nicea I e Costantinopoli I.